# Den vægelsindede
Den vægelsindede er en komedie skrevet af Ludvig Holberg i 1722. 
Komedien er i tre akter og blev opført på Lille Grønnegade Teatret i 1722 og på Det Kongelige Teater 7. juli 1758. Til 1975 er stykket 166 gange på danske teatre.